# Аль-Ахед
«А́ль-Ахед» (араб. نادي العهد الرياضي‎) — ливанский футбольный клуб из города Бейрут, выступающий в Премьер-лиге Ливана. Основан в 1966 году. Домашние матчи проводит на стадионе «Муниципальный», вмещающем 18 000 зрителей.

## История
В 2005 году футболисты «Аль-Ахеда» дошли до четвертьфинала Кубка АФК 2005.
В 2008 году клуб впервые в своей истории стал чемпионом Ливана по футболу.

## Достижения
- Чемпионат Ливана по футболу: 6

2008, 2010, 2011, 2015, 2017, 2018
- Кубок Ливана по футболу: 4

2004, 2005, 2009, 2011.
- Кубок федерации Ливана по футболу: 2

2004, 2006.
- Элитный Кубок Ливана по футболу: 5

2008, 2010, 2011, 2013, 2015.
- Суперкубок Ливана по футболу: 4

2008, 2010, 2011, 2015.